# The Gun
The Gun fue un power trio de rock británico que llegó a editar el sencillo "Race with the Devil" que llegó al top ten y grabó dos álbumes. Dos de sus miembros fundadores, los hermanos Paul Gurvitz y Adrian Gurvitz, formaron el grupo Three Man Army con el cual editaron tres álbumes. Después de unirse con Ginger Baker (Cream, Blind Faith) como Baker Gurvitz Army el trío grabó tres álbumes Baker Gurvitz Army, Elysian Encounter y Hearts On Fire. Durante el mismo tiempo los hermanos Gurvitz registraron dos álbumes con el baterista Graeme Edge de The Moody Blues, Kick Off Your Muddy Boots y Paradise Ballroom, bajo el nombre de The Edge Graeme Band.

## Historia
The Gun se rebautizó en 1967 de The Knack, formado por el guitarrista y vocalista Paul Gurvitz (nacido con el nombre de Paul Anthony Gurvitz el 6 de julio de 1944, en High Wycombe, Buckinghamshire, se le conocía por el apellido de Curtis hasta principios de 1970, después de lo cual regresó a su nombre original Gurvitz). The Knack cambió su nombre entre primavera y verano de 1966, y con los miembros Paul Curtis (Gurvitz) en guitarra y voz, Louie Farrell (nacido como John Brian Farrell, 8 de diciembre de 1947, en Goodmayes, Essex) -que se había unido a The Knack a mediados 1966- en la batería, Gearie Kenworthy en el bajo, Tim Mycroft en el órgano, y más tarde por un corto tiempo, Jon Anderson del grupo Yes. The Gun actuó en el UFO Club como banda soporte para agrupaciones como Pink Floyd, Arthur Brown y Tomorrow. De las sesiones de grabación en los estudios Olympic se produjo el inédito "Lights on the Wall", mientras que en noviembre de 1967 grabaron para el programa de radio de música alternativa Top Gear de la BBC, y tocaron dos veces al aire para la radio. A principios de 1968 la banda cambió su alineación de una de tres miembros, con Paul Curtis (Gurvitz) en el bajo, Louie Farrell en la batería y Adrian Curtis (Gurvitz) en la guitarra, y Marco Monti en voces adicionales y guitarra en el estudio.
Después de firmar con CBS Records a principios de 1968, la banda editó el exitoso sencillo que es la canción apertura de su primer álbum homónimo de 1968, "Race with the Devil". Editado como una sencillo en octubre de 1968, alcanzó el top ten en su Reino Unido natal, mientras que en Australia alcanzó el n.º 35 y llegó al número uno en algunos territorios del Reino Unido para marzo de 1969. Jimi Hendrix reprodujo el riff de la canción durante su canción "Machine Gun" en el Festival de la Isla de Wight en 1970. "Race with the Devil" ha sido grabada por Judas Priest (en la versión en CD remasterizada de Sin After Sin), Black Oak Arkansas (en su álbum Race with the Devil), Girlschool (en su álbum Demolition) y Church of Misery (en su demo de 1996, lanzado como un álbum junto con Acrimony, y en su LP larga duración Vol 1).
La portada de su álbum debut es notable por ser la primera diseñada por Roger Dean. Allmusic describe al álbum por tener un sonido "distintivo de psych con sabor a proto-metal". Su segundo álbum, Gunsight fue lanzado en 1969.
A pesar de la edición de varios sencillos, y del intento por su sello discográfico para identificarlos con la contracultura underground, The Gun no tuvo más éxitos. Los hermanos Gurvitz, después de un corto tiempo de trabajo por separado, formaron Three Man Army en 1971, y entre 1974 y 1976 se convirtieron en Baker Gurvitz Army con Ginger Baker, exbaterista de Cream.

## Discografía
Álbumes de estudio
- Gun (1968)
- Gunsight (1969)

Ambos álbumes fueron reeditados en un solo CD llamado The Gun/Gunsight por el sello BGO.
Sencillos
- 1968 "Race with the Devil"/"Sunshine" CBS Records
- 1969 "Drives You Mad"/"Rupert's Travels" CBS Records
- 1969 "Hobo"/"Don't Look Back" CBS Records
- 1969 "Hobo"/"Long Haired Wild Men" CBS Records
- 1970 "Runnin' Wild"/"Drown Yourself in the River" CBS Records